# Elección legislativa de Francia de 1827
Las elecciones legislativas de Francia de 1827 se realizaron el  17 y 24 de noviembre de 1827.
Se aplicó el sufragio censitario, teniendo derecho a voto solo los ciudadanos que pagaban impuestos. A pesar de ello, los ultrarrealistas de Carlos X obtuvieron el segundo lugar. El Rey disolvió el Parlamento en 1830, lo que fue una de las causas de la revolución de 1830.

## Resultados
| Partido | Partido         | Escaños |
| ------- | --------------- | ------- |
|         | Izquierda       | 170     |
|         | Ultra realistas | 125     |
|         | Derecha         | 76      |

- Datos: Q719448